# Michel Van Aerde
Michel Van Aerde (Zomergem, 2 ottobre 1933 – Burst, 11 agosto 2020) è stato un ciclista su strada belga.
Da professionista vinse due tappe al Tour de France ed i Campionati belgi. Adatto alle corse in linea, ottenne numerosi piazzamenti nelle classiche di primavera.

## Vittorie
- 1953 (dilettanti)

5ª tappa Ronde van Limburg
- 1953 (dilettanti)

Campionati belgi soldati, Prova in linea
- 1955 (dilettanti/indipendenti)

Diegem
- 1956

Stadsprijs Geraardsbergen
- 1957

Paris-Valenciennes
Trophée des Trois Pays
Stadsprijs Geraardsbergen
Classifica generale Eisden (a) - Drielandentrofee
3ª tappa, 1ª semitappaCritérium du Dauphiné Libéré
5ª tappa Critérium du Dauphiné Libéré
4ª tappa Tour de Normandie
4ª tappa Circuit de l'Ouest
- 1959

Saint Lieven-Esse
10ª tappa Parigi-Nizza
- 1960

15ª tappa Tour de France
- 1961

Campionati Belgi
12ª tappa Tour de France
Omloop der drie Provinicien
- 1962

1ª tappa, 2ª semitappa Giro del Belgio
- 1963

Grand Prix Brust

### Altri successi
- 1955 (dilettanti/indipendenti)

Beveren-Waas (Kermesse)
- 1956

Kermesse di Eke
Kermesse di Melsele
Criterium di Impe
Criterium di Burst
Criterium di Schoonaarde
- 1957

Kermesse di Erpe
- 1958

Kermesse di Wervik
Criterium di Beervelde
- 1959

Criterium di Copenaghen
- 1961

Kermesse di Zonnegem
Kermesse di Heule
Criterium di Erembodegem
- 1964

Kermesse di Erpe

## Piazzamenti

### Grandi Giri
- Tour de France

1959: 22º
1960: 24º
1961: 13º
1962: ritirato
1963: ritirato
1964: 58º
1965: 35º
- Giro d'Italia

1964: ritirato
- Vuelta a España

1964: 24º
1965: ritirato

### Classiche monumento
- Milano-Sanremo

1958: 72º
1959: 5º
1961: 5º
1962: 18º
1963: 53º
- Giro delle Fiandre

1957: 12º
1958: 21º
1960: 31º
1962: 2º
1963: 7º
1965: 25º
- Parigi-Roubaix

1957: 82º
1958: 57º
1960: 16º
1961: 29º
1962: 22º
1963: 15º
- Liegi-Bastogne-Liegi

1961: 18º
1963: 32º
- Giro di Lombardia

1958: 3º

### Competizioni mondiali
- Campionati del mondo

Lugano 1953 - In linea Dilettanti: 4º
Berna 1961 - In linea: 26º